# シリウスの痕
『シリウスの痕』（シリウスのきずあと）は、高田慎一郎の漫画。英語タイトルはCICATRICE THE SIRIUS 13th、英語サブタイトルはI hope you still remember me.
戦闘サイボーグとなった少女・小夜子の戦いを描くSF作品。角川書店『月刊少年エース』1999年7月号から2001年12月号まで連載、全28話。単行本は全4巻発行。

## あらすじ
極東のある島国で学生として暮らす橘小夜子（たちばな さよこ）は、戦火に巻き込まれ両親を失い、実の弟である建（たける）も瀕死の重傷を負ってしまう。小夜子は残された唯一の家族である建の命を救うため、自らの臓器をある組織・アルビオンに提供することを決意する。
時は流れ、傷が完治した建は裏社会で流行していたギャンブル「闘犬」（ドッグファイト）の世界に調整員として身を投じる。そこで建が目にしたものは、肉体と自我を失い、代わりに得た機械の体で闘いに身を投じる姉・小夜子の姿だった。連戦に連勝を重ね、闘犬最強の称号「シリウス」を手に入れた小夜子であったが、突如として自我を取り戻す。建は医療艇プロキオンを奪取し、小夜子を連れ闘技場より脱出。しかし限られた設備は小夜子の命をたった7日間しか維持できない。残された時間を精一杯生きようとする彼らに容赦なく追っ手が迫る。

## 登場人物
橘 小夜子（たちばな さよこ）
主人公。極東の島国で学生として生活していた。空爆によって重傷を負った弟の建の命を救うためある組織・アルビオンに臓器を提供。その代償として自我を失い、「白の13番」、通称「氷姫」（アイスドール）という名の闘犬となった。手に内蔵されたレーザービームの剣「エッジ・オブ・ファントム」を振るい無類の強さを見せ、闘犬最強の称号「シリウス」を獲得。闘いの最中に自我を取り戻した彼女は、建に連れられ逃避行に出る。
橘 建（たちばな たける）
小夜子の弟。空爆で重傷を負ったところを小夜子から臓器提供を受け一命を取り留める。回復後は小夜子を探し闘犬の調整士（アジャスター）となり、自我を取り戻した小夜子を連れ医療艇「プロキオン」を駆り逃避行に出る。
桜坂 音（おうさか おと）
事故で両親と弟を失った15歳の少女。売春目的で声をかけた初めての男性がたまたま建であった。幼なじみで親友の少女・美也子（みやこ）がカニンガムに殺害されたことをきっかけに、彼らと行動を共にするようになる。人形を死亡した実の弟である一興（かずおき）と思いこみ、肌身離さず持ち歩く。
アプリル
アルビオンの研究員であったベルナー・インメルマンの孫娘。重度の筋ジストロフィーであったが、ある人物からの筋肉繊維提供により健康な体を手に入れる。
蒼 燕双（ツァン ヤンスゥン）
戦闘機を駆るパイロット。伝説の賞金稼ぎとうたわれた名パイロットを父に持ち、通り名でもあった「ヘルハウンド」と操縦の才能を受け継いでいる。過去、飛行中にトラブルで制御不能に陥った父の飛行機を撃墜したことがトラウマとなり、以来発砲をためらうようになる。

### アルビオン
世界各国に大きな影響力を及ぼす巨大兵器生産企業。多くの科学者を抱え、兵器開発を進める。
ヴェルター・マルセイユ
アルビオンの幹部。人嫌いの性格ながら小夜子に固執する。
カニンガム
アルビオン特務隊隊長で階級は少尉。部隊を率い、脱走した小夜子を追う。
ローズ・ブルーリア
元・闘犬の女性。生前は修道女。闘犬時代は正三角形の飛び道具を操り勝利を重ねるが、小夜子に敗北。そのショックで自我を取り戻す。のちにアルビオンの闘犬として復帰、「カノープス」の称号を獲得。小夜子の脱走後はカニンガム率いる特務隊に配属（配備）される。小夜子と同様、体内に「妖精」を宿している。
ベルナー・インメルマン
義手・義足に関する研究開発をしていた科学者で、現在は行方不明。機械との神経接続技術をアルビオンが着目し、兵器開発に転用される。アプリルの祖父で、彼の部下に桜坂音の父がいた。
パウル・ロッテ
カニンガムの部下。20歳の一等兵、腕の良い狙撃者。
ハンス・シュヴルム
カニンガムの部下。長身で頭にバンダナを巻いており、妻と6歳になる娘がいる。
ルドルフ・ハルトマン
カニンガムの部下。隊内でもっとも勇気と誇りがあるため突撃兵の任務を与えられたと考えているが、ロッテとシュヴルムはその理由は彼がバカだからと言う。
エルルーン
シュワル国の女性捕虜。ハルトマンから大人っぽい見た目と言われる、ロッテの好みのタイプ。

### 闘犬
ベルガー
一匹狼（マーベリック）と呼ばれる。ラピアー級で、フィルベールII世と戦う予定だった。
フィルベールII世
黒き戦神と呼ばれる。ラピアー級で、ベルガーと戦う予定だった。
タケル
黒の41番機と呼ばれる。弟の健と同じ名前で小夜子の30戦目の相手、彼女が自我を取り戻すきっかけになった。

### ハイドロフォビア
狂犬病という意味の闘犬のサポートシステム。ビー玉程度の大きさの「妖精石」（欠片、フラグメントともいう）が本体で、小夜子とローズの脳内に埋め込まれている。
妖精石はかつて発見されたオリジナルと、それを基に作成した8つを合計して9つ存在する。北欧神話に登場するワルキューレの名が各石に与えられ、それぞれに人格がある。人間の女性に近い姿をした妖精として実体化することがある。
妖精石は当初アルビオンが研究開発を行っていたが、物語の時代から2年前、7つの妖精石を研究施設ごと敵対するシュワル国によって強奪されてしまった。
ブリュンヒルデ
小夜子に宿る妖精。小夜子に超常的な能力を与えるが、自らの素性は本人自身も知らない。
ヘルムヴィーゲ
ローズに宿る妖精。長髪で無表情。
ゲルヒルデ
シュワル国の手に渡った妖精の一人。シュワル国のハイドロフォビア搭載機として送り込まれた第一の刺客。
ジーグルーネ
シュワル国の手に渡った妖精の一人。その名は「勝利」の意味を持つ。ゲルヒルデとともに小夜子を追い詰めるが、ヘルムヴィーゲを覚醒させたローズの一閃により破壊される。
シュヴェルトライテ
シュワル国の手に渡った妖精の一人。女性捕虜に扮しアルビオンの傭兵たちを奇襲した。
グリムゲルデ
シュワル国の手に渡った妖精の一人。アプリルを模した顔を持つボディに宿る。その名は「怒り」の意味を持つ。
ヴァルトラウテ
シュワル国の手に渡った妖精の一人。両手に片手斧を握りオルトリンデとともにローズを追い詰める。
オルトリンデ
シュワル国の手に渡った妖精の一人。ナイフを操りヴァルトラウテとともにローズを追い詰めるが虚を突かれ破壊される。
ロスヴァイセ
シュワル国の手に渡った妖精の一人。小夜子と死闘を繰り広げる。

## 単行本
単行本は角川書店より全4巻発行されている。単行本装幀・デザインは谷健児。
- 高田慎一郎 『シリウスの痕』 角川書店〈角川コミックス・エース〉、全4巻
  1. 2000年2月1日初版発行、ISBN 4-04713322-1、「月刊少年エース」1999年7月号〜12月号初出
  2. 2000年8月1日初版発行、ISBN 4-04713354-X 、「月刊少年エース」 2000年1月号〜7月号初出
  3. 2001年9月1日初版発行、ISBN 4-04713448-1 、「月刊少年エース」2000年9月号〜2001年2月号、4月号、5月号初出
  4. 2002年2月1日初版発行、ISBN 4-04-713476-7 、「月刊少年エース」2001年6月号〜12月号初出

先に連載されている高田慎一郎の『神さまのつくりかた。』ではカバー裏のおまけギャグ漫画が好評を博していたが、本作単行本においても各巻カバーに4コマ漫画を掲載している。